# Arthur Nagel
Arthur Nagel (né le 19 novembre 1890 à Großzschocher et décédé fin avril 1945 à Bergen-Belsen) était un homme politique allemand qui a appartenu au Parti social-démocrate (SPD), puis au Parti communiste (KPD).

## Biographie
Nagel a fréquenté l'école primaire à Großzschocher près de Leipzig. Puis, il a terminé un apprentissage de peintre en bâtiment. En 1908, Nagel a adhéré au mouvement de la jeunesse socialiste à Leipzig et en 1909, au SPD. La même année, il s'est syndiqué. Après avoir participé à la Première Guerre mondiale, Nagel a rejoint l'USPD. Avec l'aile gauche de l'USPD, Nagel a adhéré en 1920 au Parti communiste allemand (KPD).
Dans les années suivantes, il a été permanent au KPD. En 1922, Nagel a été délégué pour le district de Saxe occidentale au IVe Congrès mondial du Komintern à Moscou, où il a représenté avec Hugo Urbahns et Ruth Fischer « l'opposition de gauche » au sein du KPD.
Au début de 1924, Nagel a été élu conseiller municipal à Leipzig. Aux élections législatives de mai de la même année, il a été candidat de son parti dans la circonscription électorale 29 (Leipzig) du Reichstag, auquel il a appartenu jusqu'aux élections de décembre 1924. De 1926 à 1929, Nagel a siégé au parlement de Saxe.
Nagel a été arrêté le 22 août 1944 dans le cadre de l'Action Gitter. Détenu initialement dans le camp de concentration de Sachsenhausen, il a été transféré dans celui de Mauthausen en février 1945, puis dans les camps satellites de Mauthausen : Wels et Ebensee. Il est mort fin avril 1945 dans le camp de concentration de Bergen-Belsen.

## Commémoration

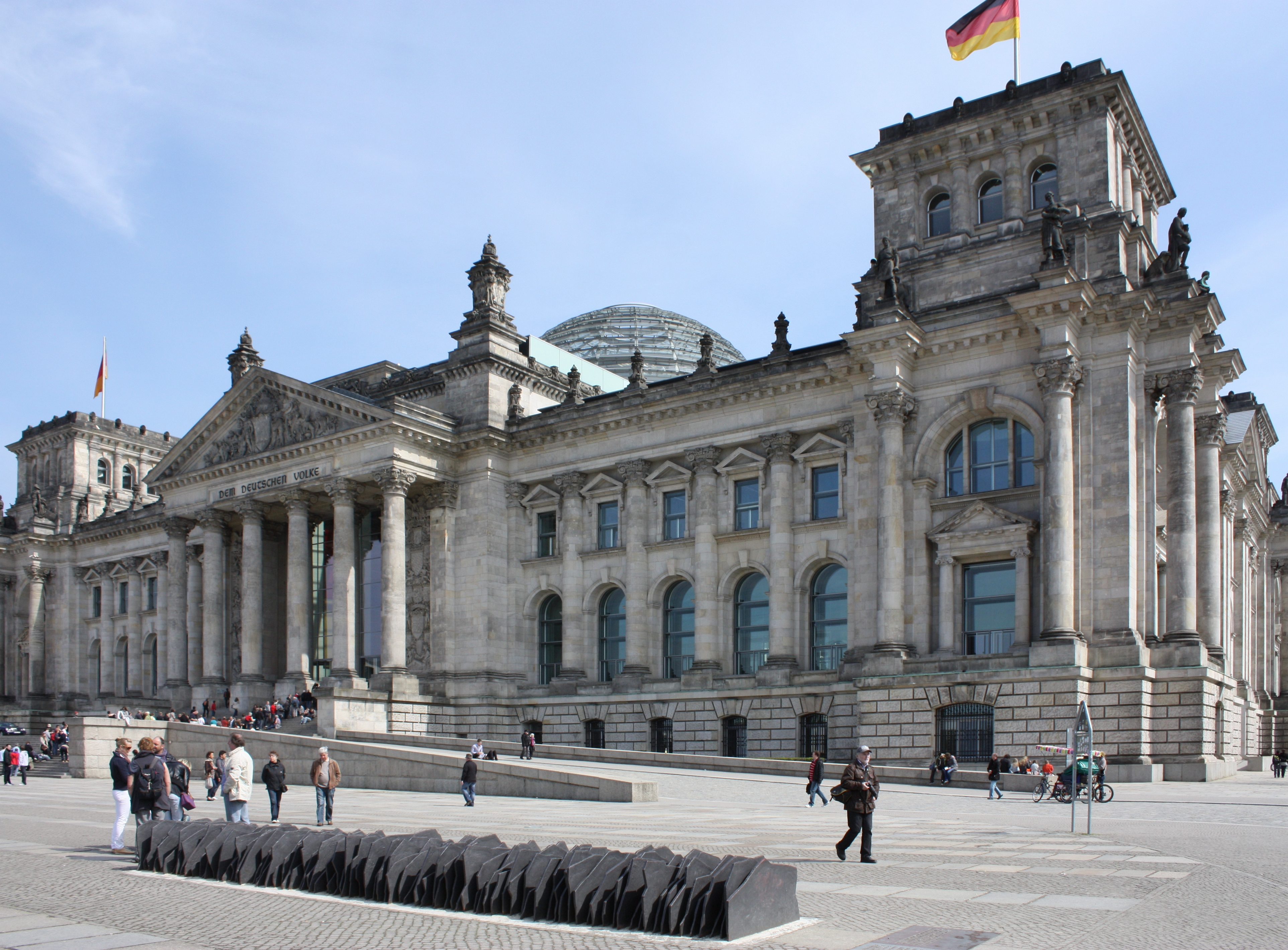
Mémorial en souvenir des 96 membres du Reichstag assassinés par le régime nazi.

Aujourd'hui, une plaque commémorative à Berlin commémore Nagel, au mémorial en souvenir des 96 membres du Reichstag assassinés par le régime nazi près du Reichstag à Berlin. Depuis 1965, une rue porte son nom à Leipzig. Le 56ème école secondaire de la ville a également porté son nom jusqu'en 1992. 